# Боргой
Борго́й (бур. Борьёо) — улус в Джидинском районе Бурятии. Образует сельское поселение «Боргойское».

## География
Улус Боргой расположен в северо-восточной части Боргойской впадины на автотрассе Р440 Гусиноозёрск — Закаменск, в 200 км от города Улан-Удэ, в 40 км от райцентра — села Петропавловка.

## Климат
Климат — резко континентальный. Средняя температура летом + 21,5°С, зимой — 30°С., а среднегодовая температура −1,6°С. Годовая сумма осадков не превышает 200 мм в год.

## Население
| 2002 | 2010 | 2012 | 2013 | 2014 | 2015 | 2016 |
| ---- | ---- | ---- | ---- | ---- | ---- | ---- |
| 644  | ↘586 | ↘577 | ↘574 | ↘556 | ↘548 | ↗550 |
| 2017 | 2018 | 2019 | 2020 | 2021 | 2023 | 2024 |
| ↘527 | ↘511 | ↘500 | ↘477 | ↗567 | ↘566 | ↘556 |

## История
В 1898 году открылось Боргойское одноклассное казачье училище.

## Инфраструктура
В улусе имеется сельская администрация, фельдшерский пункт, дом культуры и сельская библиотека, детский сад. Боргойская средняя школа — одна из старейших в районе, образована в 1920 году. В Боргое работает ТОС «Борьёо».

## Экономика
В советские годы село славилось своей животноводческой продукцией, особенно бараниной. В наши дни эти направления остаются главными в экономике села, имеется несколько фермерских хозяйств.

## Достопримечательности
- В окрестностях Боргоя есть священные места — Бурин-хан, обоо Бальчин-Бумбраа, Гунтын обоо, Хил-Заха бавай, Эмгей эжы.
- Статуя Будды Шакьямуни — на въезде в Джидинский район.
- Ландшафтная скульптура «Пять ланей» — на отвороте в Инзагатуй.

## Интересные факты
- Боргойская баранина славится на весь мир. Она подавалась к царскому столу. Боргойская баранина присутствовала в меню торжественного обеда по случаю коронации Николая II[17].

## Объекты культурного наследия
- Могильник Каменный ключ (палеометалл). В 7 км западнее Боргоя, 3 км северо-западнее с. Белоозёрск у развилки дорог на Петропавловку и ст. Джида.
- Стоянка Каменный ключ (палеолит), там же.
- Могильник Боргой Сельгир (Большой Сельгир-I) (II—I тыс. до н. э.). В 11 км южнее Боргоя, 8 км к юго-востоку от с. Белоозёрск, в 2 км южнее трассы Петропавловка — Джида, в 200 м севернее ОТФ.

## Известные люди
- Чойбонов, Матвей Рабданович, буддистский лама, настоятель Гэгэтуйского дацана, эмчи-лама (врач тибетской медицины).